# Pallanuoto ai campionati mondiali di nuoto 2023 - Torneo maschile
I tornei di pallanuoto maschili ai campionati mondiali di nuoto 2023 si sono disputati dal 16 al 29 luglio 2023 presso il Marine Messe Fukuoka nella città di Fukuoka, in Giappone. Si è trattato della 20ª edizione.
Le squadre partecipanti sono state 16 per il torneo maschile.
A causa dell'invasione russa dell'Ucraina, le federazioni di Russia e Bielorussia sono state escluse da questa competizione.

## Squadre partecipanti
| Torneo di qualificazione | Date                          | Luogo      | Posti | Qualificate |
| ------------------------ | ----------------------------- | ---------- | ----- | ----------- |
| Paese ospitante          | -                             | -          | 1     | Giappone    |
| FINA World League 2022   | 8 gennaio - 27 luglio 2022    | Francia    | 2     | Italia      |
| FINA World League 2022   | 8 gennaio - 27 luglio 2022    | Francia    | 2     | Stati Uniti |
| Campionato mondiale 2022 | 21 giugno - 3 luglio 2022     | Giappone   | 4     | Spagna      |
| Campionato mondiale 2022 | 21 giugno - 3 luglio 2022     | Giappone   | 4     | Grecia      |
| Campionato mondiale 2022 | 21 giugno - 3 luglio 2022     | Giappone   | 4     | Croazia     |
| Campionato mondiale 2022 | 21 giugno - 3 luglio 2022     | Giappone   | 4     | Serbia      |
| Campionato europeo 2022  | 29 agosto - 10 settembre 2022 | Croazia    | 3     | Ungheria    |
| Campionato europeo 2022  | 29 agosto - 10 settembre 2022 | Croazia    | 3     | Francia     |
| Campionato europeo 2022  | 29 agosto - 10 settembre 2022 | Croazia    | 3     | Montenegro  |
| Giochi asiatici 2022     | 7 - 14 novembre 2022          | Thailandia | 2     | Cina        |
| Giochi asiatici 2022     | 7 - 14 novembre 2022          | Thailandia | 2     | Kazakistan  |
| UANA Cup 2023            | ? - ? aprile 2023             | Brasile    | 2     | Canada      |
| UANA Cup 2023            | ? - ? aprile 2023             | Brasile    | 2     | Brasile     |
| UANA Cup 2023            | ? - ? aprile 2023             | Brasile    | 2     | Argentina   |
| Wild card - Africa       | –                             | –          | 1     | Sudafrica   |
| Wild card - Oceania      | –                             | –          | 1     | Australia   |
| Totale                   |                               |            | 16    |             |

## Calendario
| P | Turno preliminare | ⅛ | Ottavi | ¼ | Quarti | ½ | Semifinali | F | Finali |

| Torneo   | Luglio 2023 | Luglio 2023 | Luglio 2023 | Luglio 2023 | Luglio 2023 | Luglio 2023 | Luglio 2023 | Luglio 2023 | Luglio 2023 | Luglio 2023 | Luglio 2023 | Luglio 2023 | Luglio 2023 |        |
| Torneo   | Dom 16      | Lun 17      | Mar 18      | Mer 19      | Gio 20      | Ven 21      | Sab 22      | Dom 23      | Lun 24      | Mar 25      | Mer 26      | Gio 27      | Ven 28      | Sab 29 |
| -------- | ----------- | ----------- | ----------- | ----------- | ----------- | ----------- | ----------- | ----------- | ----------- | ----------- | ----------- | ----------- | ----------- | ------ |
| Maschile |             | P           |             | P           |             | P           |             | ⅛           |             | ¼           |             | ½           |             | F      |

## Turno preliminare

### Gruppo A
| Pos. | Squadra     | Pt | G | V | N | P | GF | GS | DR  |
| ---- | ----------- | -- | - | - | - | - | -- | -- | --- |
| 1.   | Grecia      | 9  | 3 | 3 | 0 | 0 | 46 | 25 | +21 |
| 2.   | Stati Uniti | 6  | 3 | 2 | 0 | 1 | 48 | 28 | +20 |
| 3.   | Australia   | 3  | 3 | 1 | 0 | 2 | 39 | 35 | +4  |
| 4.   | Kazakistan  | 0  | 3 | 0 | 0 | 3 | 13 | 58 | -45 |

| Data      | Ora   | Gara        | Gara  | Gara        |
| --------- | ----- | ----------- | ----- | ----------- |
| 17 luglio | 09:00 | Kazakistan  | 5-18  | Stati Uniti |
| 17 luglio | 10:30 | Australia   | 9-13  | Grecia      |
| 19 luglio | 17:30 | Grecia      | 18-2  | Kazakistan  |
| 19 luglio | 20:30 | Stati Uniti | 16-8  | Australia   |
| 21 luglio | 13:30 | Stati Uniti | 14-15 | Grecia      |
| 21 luglio | 16:00 | Australia   | 22-6  | Kazakistan  |

### Gruppo B
| Pos. | Squadra | Pt | G | V | N | P | GF | GS | DR  |
| ---- | ------- | -- | - | - | - | - | -- | -- | --- |
| 1.   | Italia  | 9  | 3 | 3 | 0 | 0 | 55 | 17 | +38 |
| 2.   | Francia | 6  | 3 | 2 | 0 | 1 | 38 | 32 | +6  |
| 3.   | Canada  | 3  | 3 | 1 | 0 | 2 | 30 | 49 | -19 |
| 4.   | Cina    | 0  | 3 | 0 | 0 | 3 | 18 | 20 | -12 |

| Data      | Ora   | Gara    | Gara  | Gara    |
| --------- | ----- | ------- | ----- | ------- |
| 17 luglio | 12:00 | Canada  | 13-10 | Cina    |
| 17 luglio | 13:30 | Francia | 6-13  | Italia  |
| 19 luglio | 09:00 | Italia  | 24-6  | Canada  |
| 19 luglio | 10:30 | Cina    | 8-17  | Francia |
| 21 luglio | 17:30 | Cina    | 5-18  | Italia  |
| 21 luglio | 20:30 | Francia | 15-11 | Canada  |

### Gruppo C
| Pos. | Squadra   | Pt | G | V | N | P | GF | GS | DR  |
| ---- | --------- | -- | - | - | - | - | -- | -- | --- |
| 1.   | Italia    | 9  | 3 | 3 | 0 | 0 | 49 | 31 | +18 |
| 2.   | Croazia   | 6  | 3 | 2 | 0 | 1 | 51 | 29 | +22 |
| 3.   | Giappone  | 3  | 3 | 1 | 0 | 2 | 40 | 42 | -2  |
| 4.   | Argentina | 0  | 3 | 0 | 0 | 3 | 27 | 65 | -38 |

| Data      | Ora   | Gara      | Gara  | Gara      |
| --------- | ----- | --------- | ----- | --------- |
| 17 luglio | 16:00 | Argentina | 5-24  | Croazia   |
| 17 luglio | 19:00 | Italia    | 16-8  | Giappone  |
| 19 luglio | 12:00 | Croazia   | 10-12 | Italia    |
| 19 luglio | 19:00 | Giappone  | 20-9  | Argentina |
| 21 luglio | 09:00 | Italia    | 21-13 | Argentina |
| 21 luglio | 19:00 | Croazia   | 17-12 | Giappone  |

### Gruppo D
| Pos. | Squadra    | Pt | G | V | N | P | GF | GS | DR  |
| ---- | ---------- | -- | - | - | - | - | -- | -- | --- |
| 1.   | Spagna     | 9  | 3 | 3 | 0 | 0 | 54 | 27 | +27 |
| 2.   | Serbia     | 5  | 3 | 2 | 0 | 1 | 61 | 36 | +25 |
| 3.   | Montenegro | 4  | 3 | 1 | 0 | 2 | 57 | 38 | +19 |
| 4.   | Sudafrica  | 0  | 3 | 0 | 0 | 3 | 21 | 92 | -71 |

| Data      | Ora   | Gara       | Gara              | Gara       |
| --------- | ----- | ---------- | ----------------- | ---------- |
| 17 luglio | 17:30 | Montenegro | 35-10             | Sudafrica  |
| 17 luglio | 20:30 | Serbia     | 14-16             | Spagna     |
| 19 luglio | 13:30 | Spagna     | 11-7              | Montenegro |
| 19 luglio | 16:00 | Sudafrica  | 5-30              | Serbia     |
| 21 luglio | 10:30 | Sudafrica  | 6-27              | Spagna     |
| 21 luglio | 12:00 | Serbia     | 13-13 (17-15 dtr) | Montenegro |

## Fase finale

### Tabellone
| Play-off | Play-off    | Play-off |  |  | Quarti di finale | Quarti di finale | Quarti di finale |  |  | Semifinali | Semifinali | Semifinali |  |             | Finale      | Finale         | Finale |
|          |             |          |  |  |                  |                  |                  |  |  |            |            |            |  |             |             |                |        |
|          |             |          |  |  |                  |                  |                  |  |  |            |            |            |  |             |             |                |        |
|          |             |          |  |  | 1A               | Grecia           | 10               |  |  |            |            |            |  |             |             |                |        |
| 2C       | Croazia     | 12       |  |  | 3D               | Montenegro       | 9                |  |  |            |            |            |  |             |             |                |        |
| 3D       | Montenegro  | 13       |  |  |                  |                  |                  |  |  | 1A         | Grecia     | 13         |  |             |             |                |        |
|          |             |          |  |  |                  |                  |                  |  |  | 2D         | Serbia     | 7          |  |             |             |                |        |
|          |             |          |  |  | 1B               | Italia           | 11 (3)           |  |  |            |            |            |  |             |             |                |        |
| 3C       | Giappone    | 10       |  |  | 2D               | Serbia (dtr)     | 11 (4)           |  |  |            |            |            |  |             |             |                |        |
| 2D       | Serbia      | 16       |  |  |                  |                  |                  |  |  |            |            |            |  |             | 1A          | Grecia         | 10 (3) |
|          |             |          |  |  |                  |                  |                  |  |  |            |            |            |  |             | 1C          | Ungheria (dtr) | 10 (4) |
|          |             |          |  |  | 1C               | Ungheria         | 13               |  |  |            |            |            |  |             |             |                |        |
| 2A       | Stati Uniti | 13       |  |  | 2A               | Stati Uniti      | 12               |  |  |            |            |            |  |             |             |                |        |
| 3B       | Canada      | 10       |  |  |                  |                  |                  |  |  | 1C         | Ungheria   | 12         |  |             |             |                |        |
|          |             |          |  |  |                  |                  |                  |  |  | 1D         | Spagna     | 11         |  |             |             |                |        |
|          |             |          |  |  | 1D               | Spagna           | 7                |  |  |            |            |            |  | Terzo posto | Terzo posto | Terzo posto    |        |
| 3A       | Australia   | 8        |  |  | 2B               | Francia          | 6                |  |  |            |            |            |  |             | 2D          | Serbia         | 6      |
| 2B       | Francia     | 11       |  |  |                  |                  |                  |  |  |            |            |            |  |             | 1D          | Spagna         | 9      |

#### Play off
| 23 luglio 2023, ore 14:00 | Stati Uniti | 13 – 10 | Canada |  |

| 23 luglio 2023, ore 15:30 | Australia | 8 – 11 | Francia |  |

| 23 luglio 2023, ore 17:00 | Croazia | 12 – 13 | Montenegro |  |

| 23 luglio 2023, ore 18:30 | Giappone | 10 – 16 | Serbia |  |

#### Quarti di finale
| 25 luglio 2023, ore 15:00 | Grecia | 10 – 9 | Montenegro |  |

| 25 luglio 2023, ore 16:30 | Italia | 11 – 11 (3-4 dtr) | Serbia |  |

| 25 luglio 2023, ore 18:00 | Ungheria | 13 – 12 | Stati Uniti |  |

| 25 luglio 2023, ore 19:30 | Spagna | 7 – 6 | Francia |  |

#### Semifinali
| 27 luglio 2023, ore 17:00 | Grecia | 13 – 7 | Serbia |  |

| 27 luglio 2023, ore 18:30 | Ungheria | 12 – 11 | Spagna |  |

#### Finale 3º-4º posto
| 29 luglio 2023, ore 13:00 | Spagna | 6 – 9 (3–3, 2–3, 0–2, 1–1) | Grecia |  |

#### Finale
| 29 luglio 2023, ore 18:00 | Grecia | 10 (3) – 10 (4) (d.c.r.) (2-4, 2-1, 3-2, 3-3) | Ungheria |  |

### Tabellone 5º-8º posto
|  | 5º- 8º posto  | 5º- 8º posto  | 5º- 8º posto |         |        | 5º posto    | 5º posto    | 5º posto |  |
|  |               |               |              |         |        |             |             |          |  |
|  | Montenegro    | Montenegro    | 6            |         |        |             |             |          |  |
|  | Montenegro    | Montenegro    | 6            |         |        |             |             |          |  |
|  | Italia        | Italia        | 10           |         |        |             |             |          |  |
|  | Italia        | Italia        | 10           |         | Italia | Italia      | 16          |          |  |
|  |               |               |              |         | Italia | Italia      | 16          |          |  |
|  |               |               | Francia      | Francia | 9      |             |             |          |  |
|  | Stati Uniti   | Stati Uniti   | Francia      | Francia | 9      | 13 (3)      |             |          |  |
|  | Stati Uniti   | Stati Uniti   |              |         |        | 13 (3)      |             |          |  |
|  | Francia (dtr) | Francia (dtr) | 13 (5)       |         |        | 7º posto    | 7º posto    | 7º posto |  |
|  | Francia (dtr) | Francia (dtr) | 13 (5)       |         |        |             |             |          |  |
|  |               |               |              |         |        |             |             |          |  |
|  |               |               |              |         |        | Montenegro  | Montenegro  | 12 (3)   |  |
|  |               |               |              |         |        | Montenegro  | Montenegro  | 12 (3)   |  |
|  |               |               |              |         |        | Stati Uniti | Stati Uniti | 12 (5)   |  |

### Tabellone 9º-12º posto
|  | 9º- 12º posto | 9º- 12º posto | 9º- 12º posto |           |         | 9º posto  | 9º posto  | 9º posto  |  |
|  |               |               |               |           |         |           |           |           |  |
|  | 3B            | Canada        | 5             |           |         |           |           |           |  |
|  | 3B            | Canada        | 5             |           |         |           |           |           |  |
|  | 2C            | Croazia       | 13            |           |         |           |           |           |  |
|  | 2C            | Croazia       | 13            |           | Croazia | Croazia   | 17        |           |  |
|  |               |               |               |           | Croazia | Croazia   | 17        |           |  |
|  |               |               | Australia     | Australia | 10      |           |           |           |  |
|  | 3A            | Australia     | Australia     | Australia | 10      | 16        |           |           |  |
|  | 3A            | Australia     |               |           |         | 16        |           |           |  |
|  | 3C            | Giappone      | 15            |           |         | 11º posto | 11º posto | 11º posto |  |
|  | 3C            | Giappone      | 15            |           |         |           |           |           |  |
|  |               |               |               |           |         |           |           |           |  |
|  |               |               |               |           |         | Canada    | Canada    | 11        |  |
|  |               |               |               |           |         | Canada    | Canada    | 11        |  |
|  |               |               |               |           |         | Giappone  | Giappone  | 23        |  |

### Tabellone 13º-16º posto
|  | 13º- 16º posto | 13º- 16º posto | 13º- 16º posto |           |            | 13º posto  | 13º posto | 13º posto |  |
|  |                |                |                |           |            |            |           |           |  |
|  | 4A             | Kazakistan     | 12             |           |            |            |           |           |  |
|  | 4A             | Kazakistan     | 12             |           |            |            |           |           |  |
|  | 4B             | Cina           | 5              |           |            |            |           |           |  |
|  | 4B             | Cina           | 5              |           | Kazakistan | Kazakistan | 7         |           |  |
|  |                |                |                |           | Kazakistan | Kazakistan | 7         |           |  |
|  |                |                | Argentina      | Argentina | 11         |            |           |           |  |
|  | 4C             | Argentina      | Argentina      | Argentina | 11         | 15         |           |           |  |
|  | 4C             | Argentina      |                |           |            | 15         |           |           |  |
|  | 4D             | Sudafrica      | 6              |           |            | 15º posto  | 15º posto | 15º posto |  |
|  | 4D             | Sudafrica      | 6              |           |            |            |           |           |  |
|  |                |                |                |           |            |            |           |           |  |
|  |                |                |                |           |            | Cina       | Cina      | 16        |  |
|  |                |                |                |           |            | Cina       | Cina      | 16        |  |
|  |                |                |                |           |            | Sudafrica  | Sudafrica | 8         |  |

## Classifica finale
| Pos.    | Squadra     |
| ------- | ----------- |
| Oro     | Ungheria    |
| Argento | Grecia      |
| Bronzo  | Spagna      |
| 4       | Serbia      |
| 5       | Italia      |
| 6       | Francia     |
| 7       | Stati Uniti |
| 8       | Montenegro  |
| 9       | Croazia     |
| 10      | Australia   |
| 11      | Giappone    |
| 12      | Canada      |
| 13      | Argentina   |
| 14      | Kazakistan  |
| 15      | Cina        |
| 16      | Sudafrica   |

## Medagliere
| Pos.   | Paese    | Oro | Argento | Bronzo | Totale |
| ------ | -------- | --- | ------- | ------ | ------ |
| 1      | Ungheria | 1   | 0       | 0      | 1      |
| 2      | Grecia   | 0   | 1       | 0      | 1      |
| 3      | Spagna   | 0   | 0       | 1      | 1      |
| Totale | Totale   | 1   | 1       | 1      | 3      |